# Søren Weibel
Søren Weibel (født 3. januar 1983) er en tidligere dansk fodboldspiller, som spillede i semi-professionel- og amatørniveau.

## Karriere

### Boldklubben Frem
I forår 2002 skiftede Søren Weibel til Frems førstehold. Den 9. juni 2002 spillede han sin Frem debut imod B1909. Han blev skiftet ind i det 80. minut i stedet for Mirko Selak. Han forlad klubben forår 2003, mens skiftede tilbage i efterår 2008, og bagefter forlad klubben i forår 2010. Hans sidste fodboldkamp for Frem var den 19. juni 2010 imod AC Horsens. Han fik spillet de hele 90 minutter i kampen. I 2023 blev Søren Weibel assistenttræner for Boldklubben Frem.

### Hvidovre Idrætsforening
I efterår 2010 skiftede Søren Weibel fra Frem til Hvidovre IF. Den 8. august 2010 spillede Søren sin Hvidovre debut imod FC Fredericia. Han forlad Hvidovre IF i 2011.